# Вайтсборо (Нью-Йорк)
Вайтсборо (англ. Whitesboro) — селище (англ. village) в США, в окрузі Онейда штату Нью-Йорк. Населення — 3612 особи (2020).

## Географія
Вайтсборо розташоване за координатами 43°7′26″ пн. ш. 75°17′48″ зх. д. / 43.12389° пн. ш. 75.29667° зх. д. (43.123985, -75.296688).  За даними Бюро перепису населення США в 2010 році селище мало площу 2,72 км², уся площа — суходіл.

## Демографія
Згідно з переписом 2010 року, у селищі мешкали 3772 особи в 1808 домогосподарствах у складі 934 родин. Густота населення становила 1388 осіб/км².  Було 1939 помешкань (713/км²).
Расовий склад населення:
| - 95,7 % — білих - 1,7 % — чорних або афроамериканців - 0,6 % — азіатів - 0,2 % — корінних американців |

До двох чи більше рас належало 1,3 %. Частка іспаномовних становила 2,2 % від усіх жителів.
За віковим діапазоном населення розподілялося таким чином: 20,4 % — особи молодші 18 років, 64,9 % — особи у віці 18—64 років, 14,7 % — особи у віці 65 років та старші. Медіана віку мешканця становила 38,8 року. На 100 осіб жіночої статі у селищі припадало 86,7 чоловіків;  на 100 жінок у віці від 18 років та старших — 82,6 чоловіків також старших 18 років.
Середній дохід на одне домашнє господарство  становив 56 911 долар США (медіана — 46 439), а середній дохід на одну сім'ю — 69 719 доларів (медіана — 50 260). За межею бідності перебувало 15,3 % осіб, у тому числі 20,3 % дітей у віці до 18 років та 12,5 % осіб у віці 65 років та старших.
Цивільне працевлаштоване населення становило 1818 осіб. Основні галузі зайнятості: освіта, охорона здоров'я та соціальна допомога — 21,2 %, роздрібна торгівля — 17,6 %, фінанси, страхування та нерухомість — 14,7 %.